# Excelsior (motorový pluh)
Excelsior byla řada motorových pluhů vyráběná společností Laurin & Klement ve spolupráci s výrobcem zemědělských strojů Rudolfem Bächerem.
Pluhy se třemi až šesti radlicemi byly poháněny spalovacími motory se zvihovým objemem od 4,7 do 14,5 l.
Motory byly vodou chlazené, čtyřdobé zážehové čtyřválce.
Pluhy měly dvě velká hnací kola s ostruhami (ocelové pláty) a vzadu jedno řídící. V přední části byla řemenice, která sloužila k pohonu hospodářských strojů, například mlátiček.

## Excelsior P4
Excelsior P4 byl vyráběn v letech 1912–1923.
Základní údaje:
- zdvihový objem 14 476 cm³
- výkon 58,8 kW@800 ot/min
- tři rychlosti vpřed, jedna vzad
- pluh 6radličný, záběr 2 m, hloubka orby do 42 cm
- délka 9 m
- hmotnost 5800 kg
- denní výkon 7–10 ha

## Excelsior P5
Excelsior P5 byl vyráběn v letech 1922–1926 (poslední motorový pluh vyráběný v Československu).
Základní údaje:
- zdvihový objem 5 911 cm³
- výkon 29,4 kW@1200 ot/min
- tři rychlosti vpřed, dvě vzad
- pluh 3 nebo 4radličný
- délka 6,2 m
- hmotnost 5000 kg